# Lijst van burgemeesters van Oostende
Dit is een lijst van burgemeesters van Oostende, een gemeente in de Belgische provincie West-Vlaanderen.
In de gemeenteraadszaal van de stad hangt een groot aantal portretten van Oostendse burgemeesters. Heel wat iconografisch materiaal uit de geschiedenis van de stad werd door het bombardement van het oude stadhuis op het Wapenplein in de Tweede Wereldoorlog vernield.
De schilder Emile Bulcke reconstrueerde enkel de portretten van burgemeesters waar hij nog voldoende betrouwbaar beeldmateriaal van kon terugvinden.

## Vijftiende eeuw
- Jan de Clerc en Jacob Ghiselin, van 09-09-1401 tot?
- Jan de Clerc en Jan Meegoet, van 1409 tot?
- Willem Heyns en Jacob Boudeloodt, van 1434 tot?
- Jan Scotte, van 1489 tot?

## Zestiende eeuw
- Adriaen Velincx en Omaer Colen, van 18-06-1571 tot?
- Jacob Gheertsseune en Cornelis Kien, van 17-07-1578 tot?
- Cornelis Kien en Jan Busscop, van 27-06-1580 tot?
- Admiraal Treslong (militair gouverneur), van 13-06-1584 tot?
- Marquette (militair gouverneur), van 1585 tot?
- John Conway (militair gouverneur), van 1587 tot?
- Edward Norris (militair gouverneur), van 1590 tot?
- Pieter Kien, van 1591 tot?
- Nicolaas Thassalon, van 1592 tot?

## Zeventiende eeuw
- Cornelis Kien, van 1600 tot?
- Christoffel Ghyselinck, van 1601 tot?
- Gilles Hora, van 1601 tot?
- Eloi Masin, van 26-02-1605 tot 10-09-1608
- Jacques Tingnaghel, van 10-09-1608 tot 08-09-1609
- Gilles Thieleman, van 08-09-1609 tot 09-09-1611
- Bernard Huyghens, van 09-09-1611 tot 08-09-1612
- Jan Tack, van 09-01-1613 tot 08-09-1613
- Hercule Thierin, van 08-09-1613 tot 05-09-1616
- Jean d'Armstorff, van 05-09-1616 tot 09-09-1618
- Hercule Thierin, van 09-09-1618 tot 08-09-1620
- Gilles Thieleman, van 08-09-1620 tot 13-09-1622
- Remi De Vos, van 13-09-1622 tot 09-09-1624
- Hercule Thierin, van 09-09-1624 tot 07-09-1628
- Remi De Vos, van 07-09-1628 tot 06-09-1630
- Marin Van Torre, van 06-09-1630 tot 10-09-1633
- Guillaume Cousyn, van 10-09-1633 tot 28-09-1637
- Camille Van Hegelsen, van 28-09-1637 tot 28-09-1639
- Guillaume Cousyn, van 28-09-1639 tot 07-10-1641
- Jacques Chevalier, van 07-10-1641 tot 20-09-1644
- Camille Van Hegelsen, van 20-09-1644 tot 31-08-1646
- Guillaume Cousyn, van 31-08-1646 tot 26-09-1650
- Baudouin Borm, van 26-09-1650 tot 15-11-1652
- Michiel De Rudder, van 15-11-1652 tot 29-09-1655
- Diego Decio, van 29-09-1655 tot 30-09-1657
- Guillaume Cousyn, van 30-09-1657 tot 24-11-1659
- Thomas Daelman, van 16-12-1659 tot 20-09-1660
- Diego Decio, van 20-09-1660 tot 14-10-1664
- Michiel De Rudder, van 14-10-1664 tot 07-09-1665
- F- De Vleeshauwere, van 07-09-1665 tot 29-10-1666
- Camille Van der Zype, van 20-11-1666 tot 15-09-1667
- Antoine Carew, van 15-09-1667 tot 12-10-1670
- Diego Decio, van 12-10-1670 tot 22-02-1674
- Jacques Borm, van 22-02-1674 tot 13-11-1676
- Antoine Carew, van 13-11-1676 tot 14-11-1677
- Jacques Borm, van 14-11-1677 tot 18-11-1679
- Antoine Carew, van 18-11-1679 tot 02-10-1682
- Jean Faiolle, van 02-10-1682 tot 26-09-1688
- Etienne de Duenas, van 26-09-1688 tot 20-11-1690
- Paul Bauwens, van 26-11-1690 tot 27-10-1692
- Jacques Hamilton, van 27-10-1692 tot 01-09-1693
- Arnoud Minten, van 01-09-1693 tot 24-09-1696
- Pierre Ledoulx, van 24-09-1696 tot 01-09-1697
- Arnoud Minten, van 01-09-1697 tot 05-09-1698
- Pierre Ledoulx, van 05-09-1698 tot 23-11-1699

## Achttiende eeuw
- Etienne De Duenas, van 23-11-1699 tot 25-08-1703
- Arnoud Minten, van 25-08-1703 tot 30-05-1707
- Paul Bauwens, van 30-05-1707 tot 21-09-1711
- J-B- Bauwens, van 21-09-1711 tot 22-08-1717
- Joseph d'Egmont, van 22-08-1717 tot 29-04-1719
- Matthieu De Moor, van 29-04-1719 tot 24-12-1722
- P-F- Willaerts, van 24-12-1722 tot 14-08-1725
- J-B- Bauwens, van 14-08-1725 tot 24-09-1728
- Thomas Ray, van 24-09-1728 tot 04-08-1738
- Philippe Bauwens, van 04-08-1738 tot 02-08-1740
- Nicolas Carpentier, van 02-08-1740 tot 06-10-1745
- J-J- Vanden Heede, van 06-10-1745 tot 05-07-1749
- J-B- De Vooght, van 05-07-1749 tot 06-03-1752
- Jean De Wette, van 06-03-1752 tot 17-03-1755
- J-B- De Vooght, van 17-03-1755 tot 14-09-1761
- Arnold Hoys, van 14-09-1761 tot 30-10-1778
- Thomas Ray, van 30-10-1778 tot 24-05-1788
- André Van Iseghem, van 24-05-1788 tot 20-06-1794
- Thomas Hauman, van 20-11-1795 tot 20-02-1796
- Jacques De Knuyt, van 20-02-1796 tot 25-05-1796
- Th- Gallois, van 16-06-1796 tot 17-08-1796
- Auguste Wieland, van 01-07-1797 tot 29-07-1798
- Alex Perlan, van 09-08-1798 tot 20-04-1799
- Jean De Wette, van 20-04-1799 tot 11-09-1799

## Negentiende eeuw
- Jean Cooney, van 21-09-1799 tot 20-01-1801
- Thomas Blake, van 20-01-1801 tot 25-04-1805
- André Van Iseghem, van 25-04-1805 tot 09-08-1814
- Charles Delmotte, van 09-08-1814 tot 22-05-1821
- Jean-Baptiste Serruys, van 21-08-1821 tot 13-11-1831
- Jean-Baptiste Lanszweert, van 13-11-1831 tot 12-10-1836
- Henricus Serruys, van 12-10-1836 tot 12-31-1861
- Jean-Ignace Van Iseghem, van 01-01-1861 tot 21-02-1882
- Charles Janssens, van 31-05-1882 tot 04-09-1887
- Ernest Janssens, van 14-01-1888 tot 03-03-1888
- Jacques Montangie, van 25-09-1888 tot 29-04-1892

## Twintigste eeuw
- Alphonse Pieters, van 07-10-1892 tot 30-05-1912
- August Liebaert, van 25-07-1912 tot xx-06-1919
- Edouard Moreaux, van 07-01-1920 tot 18-05-1940
- Henri Serruys, van 18-05-1940 tot 25-1-1952
  - Albert Van Laere, van 01-11-1941 tot 18-08-1943 (oorlogsburgemeester). Niet opgenomen in de officiële lijst van Oostendse burgemeesters.
  - Honoré Loones, van 23-02-1944 tot 08-09-1944 (oorlogsburgemeester). Niet opgenomen in de officiële lijst van Oostendse burgemeesters.
- Louis Vandendriessche, van 26-06-1952 tot 09-01-1953
- Adolphe Van Glabbeke (Liberaal), van 10-01-1953 tot 06-02-1959
- Jan Piers, (CVP) van 07-02-1959 tot 15-10-1980
- Julien Goekint (CVP), van 07-11-1980 tot 07-05-1997

## Eenentwintigste eeuw
- Jean Vandecasteele (sp.a), van 26-06-1997 tot 28-08-2015
- Johan Vande Lanotte (sp.a), van 28-08-2015 tot 31-12-2018
- Bart Tommelein (Open Vld), van 01-01-2019 tot 02-12-2024
- John Crombez (Vooruit), van 02-12-2024 tot heden

Brussels Hoofdstedelijk Gewest:
Anderlecht · 
Brussel

Vlaanderen:
Aalst · 
Aarschot · 
Antwerpen · 
 Asse · 
Beernem · 
Bertem · 
Blankenberge · 
Brugge · 
Damme · 
De Haan · 
De Panne · 
Deerlijk · 
Deinze · 
Eeklo · 
Evergem · 
Galmaarden · 
Geraardsbergen · 
Gent · 
Halle · 
Hasselt · 
Herent · 
Herk-de-Stad · 
Herzele · 
Heusden-Zolder · 
Houthalen-Helchteren · 
Ichtegem · 
Kaprijke · 
Knokke-Heist · 
Kortemark · 
Kortenberg · 
Kortrijk · 
Leuven · 
Lichtervelde · 
Lievegem · 
Lokeren · 
Maldegem · 
Mechelen · 
Moerbeke-Waas · 
Ninove · 
Oostende · 
Oostkamp · 
Poperinge · 
Roeselare · 
Ronse · 
Sint-Lievens-Houtem · 
Sint-Niklaas · 
Sint-Truiden · 
Temse · 
Tielt · 
Tienen · 
Tongeren · 
Torhout · 
Veurne · 
Waregem · 
Wellen · 
Wetteren · 
Wichelen · 
Zaventem · 
Zedelgem · 
Zele · 
Zonhoven · 
Zottegem

Wallonië: 
Charleroi · 
's-Gravenbrakel · 
Morlanwelz · 
Ophain-Bois-Seigneur-Isaac · 
Waver